# 5-та армія (Ворошилова)
5-та армія РСЧА — армія російських червоних військ, сформована в Луганську з харківських і луганських загонів Червоної армії під командуванням Климента Ворошилова.

## Історія
9 квітня 1918 року в Луганськ прибула Рада народних комісарів ДКРР, разом з ним прибув 1-й Соціалістичний загін і всі харківські загони які підпорядковувалися Ворошилову.

У Луганську Ворошилову запропонували зі своїми загонами висунутися до Куп'янська і прийняти командування 5-ю РСЧА якою командував Сіверс. Цю пропозицію луганським резервним частинам (2000 бійців) якими командував Ворошилов було оформлено телеграмою Головного штабу Антонова-Овсієнко від 14 квітня 1918 року. У телеграмі говорилося:
… Всім іншим боєздатним загоном виступити, під загальним командуванням Ворошилова, через Лисичанськ до Сватового і далі по бойовій обстановці.
15 квітня за іншими відомостями 1918 року постановою Ради народних комісарів ДКРР Ворошилов був затверджений головнокомандувачем 5-й РСЧА.[неавторитетне джерело] Текст постанови:
Радою народних комісарів Донецької республіки призначається командувачем 5-ю армією т. К. Ворошилов.[неавторитетне джерело]
У цей же день в телеграмі в Головному штабу Антонова-Овсієнка в Микитівку з Луганська Ворошилов повідомляв що провів переговори з РНК ДКРР і прийняв їх пропозицію про перехід до нього командуванням 5-й РСЧА і сьогодні ж він виїжджає в напрямку Куп'янська. У цій же телеграмі Ворошилов просив Головний штаб видати письмовий припис Сиверсу про «…передачу армії з усіма поїздами постачання, озброєння, спорядження, штабу і грошових сум». Частини та майно 5-й РСЧА якою командував Сіверс так і не були передані Ворошилову, надалі група Ворошилова стала основою на якій була сформована нова 5-та РСЧА. Група під командуванням Ворошилова мала зайняти лінію оборони по річці Оскіл праворуч від Червоної Армії Донбасу Баранова.[неавторитетне джерело]
Через переформатування своєї групи виїзд Ворошилова затягнувся. 17 квітня він отримав вказівку у Сватовому прикривати Південно-східну залізницю Луганськ — Міллерове, і обороняти підступи до Старобільська. Для магістралі основний опір має бути на підступах до Лисичанська і далі по Сіверському Донцю. Не дивлячись на наказ Ворошилов зі своїми загонами так і не прибув у Сватове, а загін Годлевського який обороняв місто 17 квітня був розбитий, а Сватове зайняли німці. Недалеко від Сватового на станції Кабанне Ворошилов зустрів загін Годлевського, той передав Ворошилову командування своїм загоном і одну тридюймівку.[неавторитетне джерело]

### Оборона Донбасу
17 квітня Ворошилов рушив ланцюги до Сватового справа їх підтримувала два броньовики, дійшовши до станції Кабанне. Вступивши в бойовий контакт з німцями червоноармійці відступили. Накази Антонова-Овсієнка про наступ на Сватове і відправлення заслону на Старобільськ з Кремінної та Рубіжного так і не були виконані. 18 квітня армія під командуванням Сіверса відступила в РРФСР, а найменування 5-та РСЧА було передано групі Ворошилова. У цей же день Руднєв повідомив у Головний штаб Антонова-Овсієнка що за наявних сил він не може виконати накази та відступає до Кремінної. Антонов-Овсієнко різко відреагував на невиконання наказу Ворошиловим, він наказував відправити з Родакового ешелони з бійцями й обороняти станцію Бунчужну — Краснянку і зайняти позиції по річці Мечетна і направити заслони на Нову-Астрахань і Старобільськ. Організацією тилу армією зайнялися Разживин і Гончаров. На підкріплення армії Антонов-Овсієнко відправив важку батарею і загін Сергунова з Бахмута.
До 20 квітня і частиною третьою армією зосередилася в район Луганськ — Родакове. 24 квітня на станції Родакове Ворошилов скликав нараду командирів розрізнених загонів і частин Червоної Армії Донбасу і 3-ї РСЧА. В ході обговорення Ворошилова обрали головнокомандувачем всіх загонів що відступали, при цьому він залишився командиром 5-ї РСЧА, а частини 3-ї РСЧА зберегли свою структуру і командування. Бійці Червоної Армії Донбасу влилися до складу 5-ї армії.
25—26 квітня 5-та армія на ділянці Родакове — Крейдова (в районі Луганська) завдала поразки двом німецьким піхотним дивізіям, захопивши 2 батареї, 20 кулеметів, 2 літаки й обоз. Однак під натиском сил противника що переважали 28 квітня Луганськ був залишений й 5-та армія відійшла на Міллерово.
Саме з Міллерово почався Царицинський похід 5-ї армії, яким був пограбований український Донбас. Разом з армією йшли сім'ї робітників, було вивезене цінне промислове обладнання, військове майно, паротяги (понад 100) та вагони (понад 3 тисячі). На всьому шляху велися бої з німецькими військами та білокозаками. Витримавши з 16 червня по 2 липня запеклі бої з білокозаками, радянські війська переправилися на лівий берег Дону.
2 липня на ст. Кривомузгинська зустрілися з частинами Царицинського фронту. Наказом Північно-Кавказького військового округу від 23 червня 1918 роки частини 5-ї й 3-ї армій й Царицинського фронту, загони які були сформовані з населення Донецького й Морозівського округу, об'єдналися у Групу Ворошилова, що з середини липня 1918 року склали основну силу в обороні Царицина.

## Хронологія
- 15 квітня — Рада народних комісарів ДКРР призначила Ворошилова К. Є. головнокомандувачем 5-й РСЧА
- 17 квітня — перше зіткнення групи Ворошилова з німцями на станції кабана і відступ червоноармійців.
- 18 квітня — Антонов-Овсієнко перейменував групу Ворошилова в 5-ю РСЧА. Бійці Солдатської організації в кількості 400 осіб, це робочі заводу «Донсода» і шахти «К. Скальковський» на станції Переїздна напали на частини Ворошилова що відступали[19].
- 24 квітня — на станції Родакове відбулися збори командирів розрізнених загонів 3-й РСЧА і Червоної Армії Донбасу і других загонів. За підсумком зборів колишні частини двох армій влилися до складу 5-ї РСЧА під загальним командуванням Ворошилова[20].
- 25—26 квітня — бої в районі Родакове перша перемога частин 5-й РСЧА[21]. Перше зіткнення з частинами Донецької групи Армії УНР полковника Сікевича[22].
- 27 квітня — отримавши наказ Антонова-Овсієнка про відхід 5-я РСЧА покинула Луганськ і відійшла до станції Міллерово.
- 30 квітня — 4 травня — Бої в районі станції Гундорска.
- 1—4 травня — бій в районі станції Лиха.
- 30 квітня 11 травня — бій в районі Білої Калитви.
- 10—25 травня — бій у районі Морозовська.

## Командування
- Головнокомандувач армії — Ворошилов Климент Єфремович
- Начальник штабу армії — Руднєв Микола Олександрович

## Чисельність
- 17 квітня 1918 року — 2000 бійців із яких боєздатних 1500 осіб[16][23].

## Китайські національні частини
Інженером китайцем Ка-Оу-Хуна був сформований полк із китайців, які приїхали на заробітки в Донбас ще до революції і залишилися без роботи внаслідок зупинкою шахт.
- 1-й Ніжинський Китайський загін — командир Фу-Ві-Фій[25]

## Озброєння

### Автомобільні та бронеавтомобільні частини
17 квітня 1918 року
- 2 — бронеавтомобіля[16]

### Артилерія
На момент першого зіткнення частин армії Ворошилова з противником у нього фактично не було артилерії. Були тільки тридюймівки переданні Годлевським 17 квітня. 18 квітня Антонов-Овсієнко направив важку батарею гармат до складу армії.
- 1-ша окрема важка батарея

### Бронепотяги
- 1 — бронепоїзд